# Beauty & Crime
Beauty & Crime (2007) je sedmé řadové album americké písničkářky Suzanne Vega. Vyšlo po šestileté odmlce po vydání alba Songs in Red and Gray. Je to její první deska, která vyšla na legendárním jazzovém labelu Blue Note. Album bylo nahráno ve studiích v Londýně a New Yorku.

## Seznam skladeb
1. Zephyr & I – 3:11
2. New York Is a Woman – 2:55
3. Pornographer's Dream – 3:24
4. Frank & Ava – 2:37
5. Edith Wharton's Figurines – 2:23
6. Bound – 4:43
7. Unbound – 3:35
8. As You Are Now – 2:21
9. Angel's Doorway – 2:55
10. Anniversary – 2:59

## Obsazení
- Suzanne Vega – kytara, zpěv
- Mike Visceglia – baskytara
- Dougie Yowell – bicí
- Gerry Leonard – kytara
- Graham Hawthorne – bicí
- Tony Shanahan – baskytara
- Sam Dixon – baskytara
- Lee Ranaldo – kytara
- KT Tunstall – zpěvy

- Jimmy Hogarth – producent
- Emery Dobyns – zvukový inženýr